# Antonio di Padova
Antonio di Padova, al secolo Fernando Martins de Bulhões, noto in Portogallo come Antonio da Lisbona (in portoghese António de Lisboa; Lisbona, 15 agosto 1195 – Padova, 13 giugno 1231), è stato un religioso e presbitero portoghese appartenente all'Ordine francescano, proclamato santo da papa Gregorio IX nel 1232 e dichiarato Dottore della Chiesa nel 1946.
Da principio canonico regolare a Coimbra dal 1210, fu dal 1220 frate francescano. Viaggiò molto, vivendo prima in Portogallo quindi in Italia e in Francia. Nel 1221 si recò al Capitolo Generale ad Assisi, dove vide e ascoltò di persona san Francesco d'Assisi. Terminato il capitolo, Antonio fu inviato a Montepaolo di Dovadola, nei pressi di Forlì. Proprio a Forlì, nel 1222, si mise in luce come predicatore, tanto che in vari documenti è indicato come "Antonio da Forlì".
Antonio fu incaricato dell'insegnamento della teologia e inviato dallo stesso san Francesco a contrastare in Francia la diffusione del movimento eretico dei catari. Fu poi trasferito a Bologna e quindi a Padova, dove morì nel 1231. Rapidamente canonizzato (in meno di un anno) il suo culto è tra i più diffusi del cattolicesimo.

## Biografia
(Antonio di Padova, Sermones)

### Contesto storico
Antonio di Padova visse in una fase del Medioevo in cui tutta l'Europa era scossa da profondi cambiamenti: la nascita della società urbana e dei Comuni; l'aumento della produzione agricola e la conseguente maggior mobilità delle persone con la ripresa di ampi commerci. Artigiani e commercianti, notai e medici, mercanti e banchieri iniziavano a dar vita a una nuova classe sociale: la borghesia, che andava ad aggiungersi ai cavalieri, al clero e ai nobili.
In questo quadro di grandi cambiamenti, la Chiesa visse mutamenti significativi:
- Il fiorire delle cattedrali, monumento tipico della città che rinasceva: dopo l'XI secolo, la cattedrale divenne (così come lo erano stati i monasteri nei secoli precedenti) il centro della vita religiosa.
- Il culmine dell'epoca delle Crociate, in tutto otto (la prima nel 1096, l'ultima nel 1270).
- l'epoca dei Papi Innocenzo III e suo nipote Gregorio IX, difensori del potere papale e soprattutto papi che si inserirono nella grande riforma spirituale dei secoli XII-XIII; entrambi avvertirono l'esigenza di rinnovare anche le istituzioni ecclesiastiche. Questo impeto di rinnovamento spirituale si espresse nella nascita di alcuni ordini religiosi sia contemplativi come i cistercensi, sia più inseriti nella realtà sociale, come i cosiddetti Ordini mendicanti: francescani e domenicani.

### Primi anni

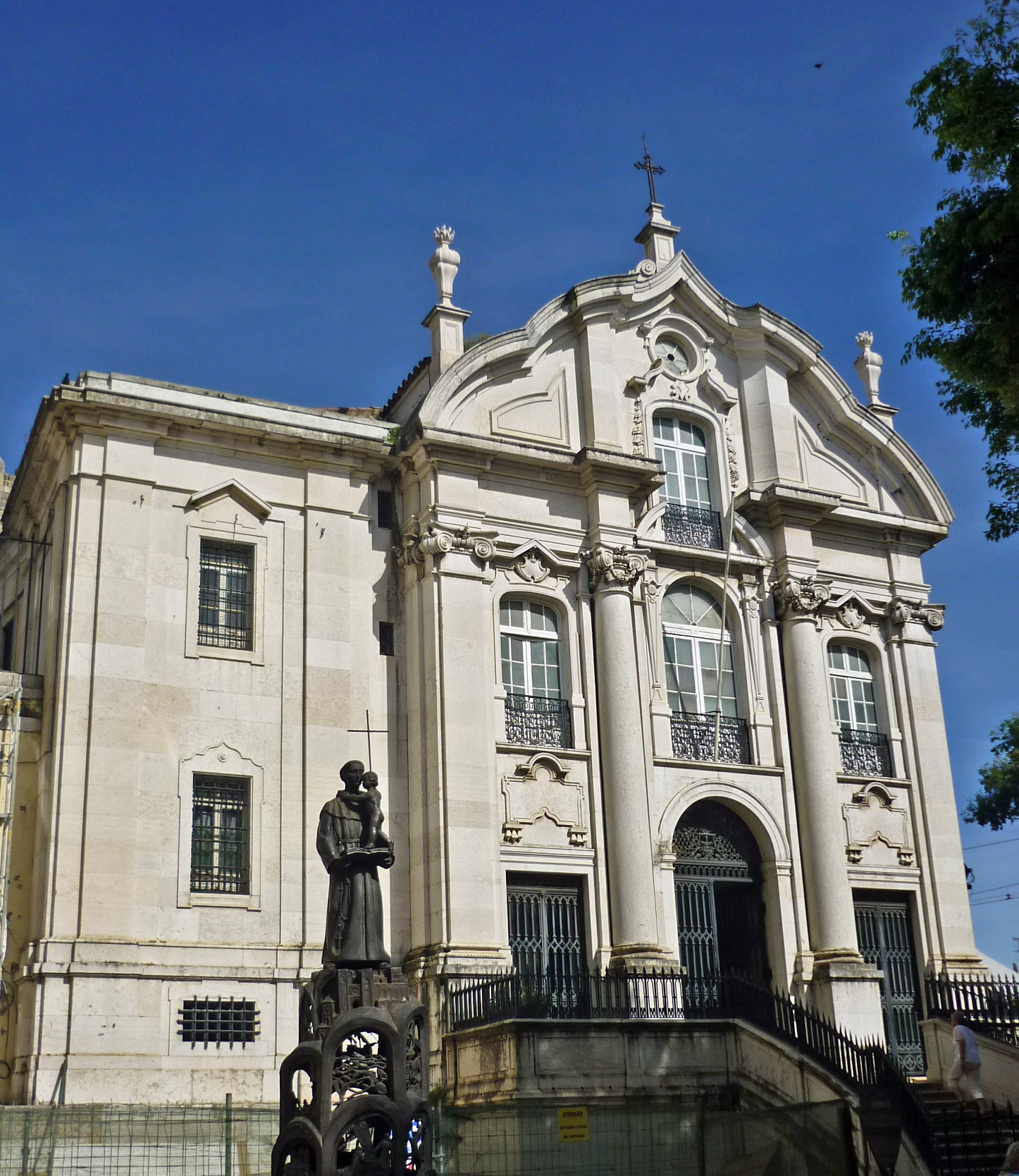
La Chiesa di Sant'Antonio a Lisbona (Portogallo).

Dell'infanzia di Antonio di Padova si conoscono poche cose con certezza: il nome di battesimo Fernando, la città natale Lisbona e l'origine benestante e aristocratica. Già sulla data di nascita gli storici disputano, anche se la maggior parte concorda per il 15 agosto 1195; l'anno di nascita è calcolato sottraendo dalla data della morte, 13 giugno 1231, gli anni citati dal Liber miraculorum, scritto verso la metà del XIV secolo.

La biografia più antica fu compilata da un frate anonimo nel 1232 sulla base di informazioni ricevute dal vescovo Soeiro Viegas, vescovo di Lisbona dal 1210 al 1232. Quest'opera, nota come Vita prima o Assidua, riporta le poche notizie a disposizione sui suoi primi anni. 
(Anonimo del XIII secolo, Vita prima o Assidua)
Antonio di Padova nacque dunque a Lisbona, primogenito in una nobile famiglia. Sua madre si chiamava Maria Teresa Taveira e suo padre Martino Alfonso de' Buglioni (Martim o Martinho Afonso de Bulhões), cavaliere del re e, secondo alcuni, discendente di Goffredo di Buglione.
La residenza della nobile famiglia era nei pressi della cattedrale di Lisbona, dove egli fu infatti battezzato. Presso questo luogo egli ebbe la prima educazione spirituale dai canonici della cattedrale. Si ritiene, ma è incerto, che il padre lo abbia indirizzato al mestiere delle armi.
Nel 1210, all'età di quindici anni, egli decise di entrare a far parte dei Canonici regolari della Santa Croce del monastero di São Vicente de Fora di Lisbona. Più avanti negli anni, nei suoi Sermoni scriverà:
(Antonio di Padova, Sermoni)
Rimase nell'abbazia di San Vincenzo per circa due anni. Poi, preferendo un maggior raccoglimento, ostacolato dalle frequenti visite di amici e parenti, chiese e ottenne il trasferimento presso il monastero di Santa Croce a Coimbra, città allora capitale del Portogallo e distante circa 230 km da Lisbona. Non vi è notizia che riporta un suo pur breve passaggio o successivo ritorno nei luoghi nativi. Fernando giunse a Coimbra nel 1212, all'età di circa 17 anni. Il monastero era molto grande e aveva una settantina di canonici. Qui probabilmente fu ordinato sacerdote ed essendo versato nelle Sacre Scritture e nella predicazione, gli si prospettò una carriera all'interno dell'Ordine; ma due avvenimenti contribuirono a scrivere una storia diversa.

### Difficili inizi
Al re Alfonso I succedette, sul trono del Portogallo, il figlio Sancho I e alla morte di questi (1211) il nipote Alfonso II. Alfonso II è descritto come un re devoto e rispettoso delle prerogative dei religiosi; i suoi successori, tuttavia, si dimostrarono insofferenti nei confronti delle autonomie del clero. Alfonso II nominò come priore dell'abbazia dei canonici di Santa Croce in Coimbra una persona che fosse a lui legata e fidata, anche a scapito della sua modesta vita ascetica e spirituale e della sua scarsa attitudine a gestire il monastero. Costui dilapidò le ingenti risorse del monastero in breve tempo, con uno stile di vita molto mondano e poco consono a una casa di religiosi. I canonici si divisero in suoi sostenitori e contrari mentre le sue gesta si diffusero ampiamente giungendo fino a Roma dove il papa Onorio III promulgò nel 1220 una scomunica. Il priore forte dell'appoggio reale e per la distanza dalla Santa Sede, se ne poté disinteressare completamente. Fernando rimase nel monastero per circa otto anni ed essendo questo dotato di una grande biblioteca, si impegnò nello studio teologico in modo assiduo, gettando le solide basi della sua vasta e notoria cultura.

### Primo incontro con il francescanesimo
Nel 1219 Francesco d'Assisi approntò una spedizione missionaria alla volta del Marocco, con l'intento di convertire i musulmani dell'Africa. I membri della spedizione erano Berardo, Ottone, Pietro, Accursio e Adiuto, i primi tre sacerdoti e gli altri due fratelli laici; essi forse transitarono anche a Coimbra e forse fecero una forte impressione su Fernando.
Giunti in Africa, i cinque furono uccisi per decapitazione, poco dopo l'inizio della loro missione di evangelizzazione. I loro corpi furono riportati a Coimbra pochi mesi dopo. Antonio riferì in seguito che il martirio di questi fratelli francescani costituì per lui la spinta decisiva all'ingresso nell'ordine del santo d'Assisi, nel settembre 1220. Quindi la missione e la totale disponibilità fino alla morte furono probabilmente le spinte interiori che lo portarono al francescanesimo. Egli, volendo sottolineare maggiormente questo netto mutamento di vita, decise di cambiare il suo nome di battesimo: da Fernando in Antonio, in onore del santo monaco orientale a cui era dedicato il romitorio di Olivais di Coimbra dove vivevano i primi francescani portoghesi e che Fernando aveva da poco tempo conosciuto.
Non appena ebbe superato le opposizioni dei confratelli e ottenuto comunque il permesso dal priore, si unì al romitorio dei francescani e di lì a poco chiese a Giovanni Parenti, suo nuovo superiore, il permesso di partire come missionario. Nell'autunno del 1220 s'imbarcò con un confratello, Filippino di Castiglia, alla volta del Marocco. Tuttavia, giunto in Africa, contrasse una non meglio specificata malattia tropicale e dopo alcuni mesi perdurando il male venne convinto da Filippino a tornare a Coimbra. I due frati si imbarcarono diretti verso la Spagna, ma la nave si imbatté in una tempesta e fu spinta sulle coste della Sicilia orientale, naufragando tra Tusa e Caronia. Proseguito a piedi il cammino assieme a Filippino, ottenne accoglienza presso una stazione di posta. Ottenuto un cavallo proseguì verso capo Milazzo, ove fu costruito in ricordo il Santuario di Sant'Antonio di Padova. Soccorsi dai pescatori, i due vennero portati nel vicino convento francescano della città siciliana. Qui i due frati furono informati che a maggio, in occasione della Pentecoste, Francesco d'Assisi aveva radunato tutti i suoi frati per il Capitolo Generale. L'invito a parteciparvi era esteso a tutti e nella primavera del 1221 Antonio, con i frati di Messina, cominciò a risalire l'Italia a piedi.

### Incontro con Francesco di Assisi e prima predica pubblica

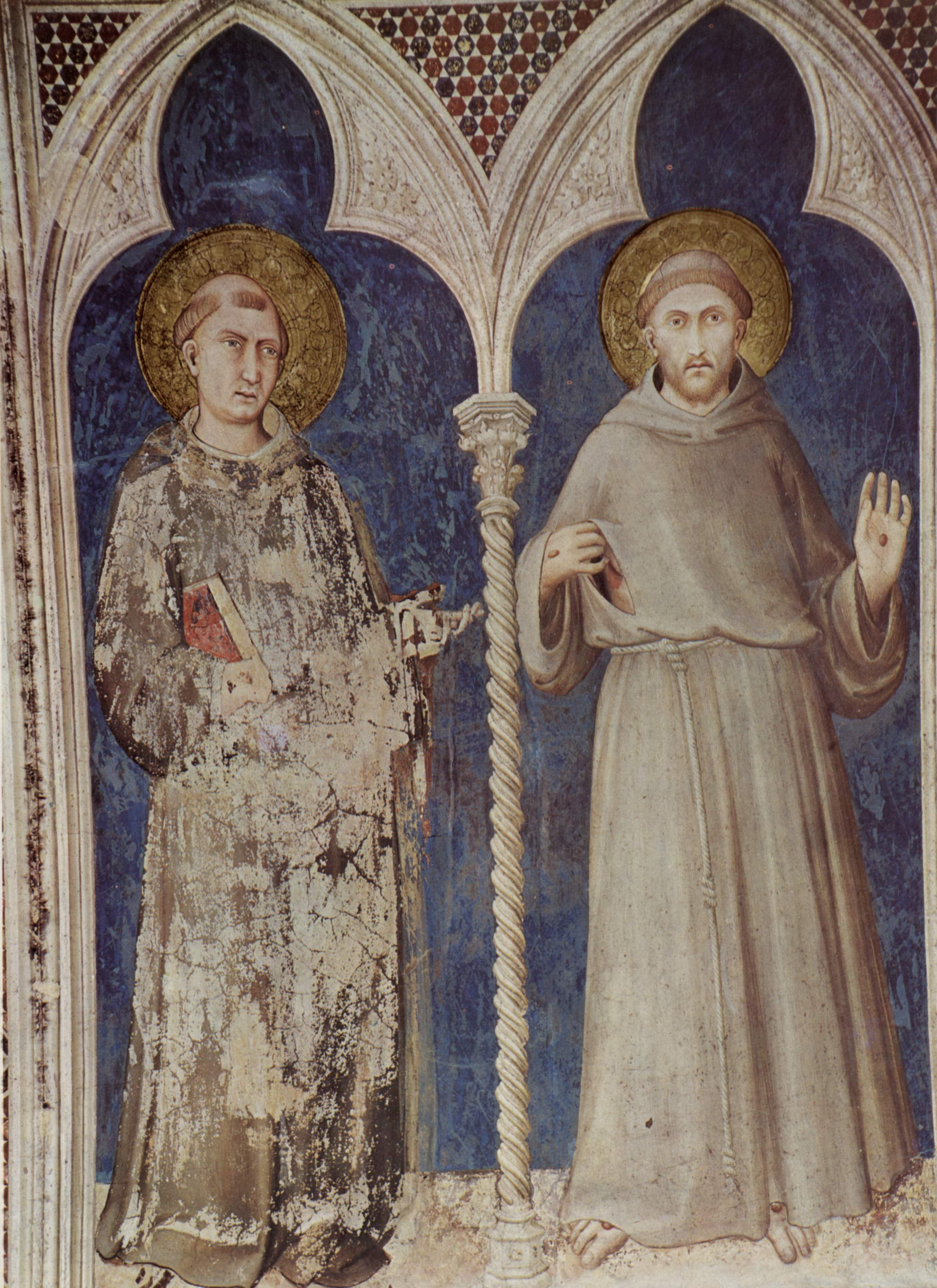
Santi Francesco d'Assisi e Antonio da Padova in un affresco di Simone Martini.

Il viaggio durò parecchie settimane. Per Antonio il Capitolo Generale si rivelò un'occasione fondamentale per incontrare direttamente Francesco d'Assisi, poiché aveva conosciuto il suo insegnamento solo attraverso le testimonianze indirette. Il capitolo, presieduto dal cardinale cistercense Rainiero Capocci, ebbe luogo nella valle attorno alla Porziuncola dove si raccolsero più di tremila frati; si costruirono delle capanne di stuoie e per tale motivo fu ricordato come il Capitolo delle Stuoie. Il frate Giordano da Giano descrisse l'avvenimento: 
Il Capitolo durò per tutta l'Ottava di Pentecoste dal 30 maggio all'8 giugno 1221 e si analizzarono molti problemi: lo stato dell'Ordine, la richiesta di novanta missionari per la Germania, la discussione sulla nuova Regola.
Le richieste di modifica della Regola primitiva furono per Francesco un considerevole problema. Lassisti e Spiritualisti rischiavano di spaccare l'Ordine in due tronconi. L'Ordine s'era troppo ingrandito e ai giovani accorsi con entusiasmo mancava un'uguale adesione alla disciplina, mentre ai dotti risultavano strette le disposizioni sulla povertà assoluta. Con la mediazione del cardinale Capocci si giunse a un compromesso che cercava di salvaguardare a un tempo l'autorità morale di Francesco e l'integrità dell'Ordine. La nuova Regola verrà poi approvata da Papa Onorio III il 29 novembre 1223.
L'Assidua riporta che: 
Quando quasi tutti erano partiti per tornare ai loro luoghi di provenienza, Antonio fu notato da frate Graziano, che apprezzando soprattutto l'umiltà e la profonda spiritualità di Antonio, decise di prenderlo con sé e lo assegnò all'eremo di Montepaolo, non lontano da Forlì, dove già vivevano sei frati.
Qui arrivò nel giugno 1221 con gli altri confratelli e vi rimase un anno dedicandosi a una vita semplice, a lavori umili, alla preghiera e alla penitenza.

Nella seconda metà del 1222 la comunità francescana scese a valle per assistere alle ordinazioni sacerdotali nella cattedrale di Forlì. L'Assidua racconta che 
Della predica di Antonio giunse notizia ai superiori ad Assisi, che lo chiamarono stabilmente alla predicazione. Antonio cominciò a viaggiare e a predicare, ormai conosciuto con il nome di Antonio da Forlì, città che peraltro si è sempre distinta per la venerazione verso Antonio.

### Ortodossia e teologia: il martello contro gli eretici
Scendendo da Montepaolo, cominciò il suo nuovo incarico predicando nei villaggi e nelle città della Romagna allora funestata da continue guerriglie civili, che sembrano endemiche in tale regione. Diffusi erano gli scontri tra clan familiari e le vendette reciproche, e se non bastasse l'eresia catara trovava ampio seguito. Antonio senza sosta vagava esortando alla pace e alla mitezza. Trattava con particolare rigore quelli che chiamava "cani muti": i potenti e i notabili che avrebbero avuto l'incarico di guidare e proteggere le popolazioni, ma di cui si disinteressavano per inseguire il proprio tornaconto economico. Nei Sermoni scriverà:
Insieme alle istanze morali Antonio si dedicò alla predicazione contro i cristiani eterodossi, gli eretici. A quel tempo i movimenti considerati ereticali più importanti erano i Catari (significa "i puri"), detti anche Albigesi, dal nome della città di Albi nella Francia meridionale, e i patarini diffusi in Lombardia.
Tutti i movimenti si caratterizzavano per un profondo desiderio di rinnovamento spirituale, per una visione del Cristo come creatura più divina che umana, per un'aperta ostilità nei confronti di tutto ciò che era materiale e terreno. In tal senso l'ostilità verso la Chiesa, che essi identificavano prevalentemente nel potere temporale del papa, era estremamente netta.
Il Francescanesimo stesso si iscrisse in questa corrente di rinnovamento, collocandosi però fin dall'inizio dentro la Chiesa con l'intento di modificarla dall'interno.
Contro le eresie anticattoliche Antonio, dotato di vasta cultura teologica, si sentì naturalmente portato. Ebbe modo così di evidenziare come la riflessione teologica e antieretica era impossibile senza solide basi dottrinali. Per questo insistette per ottenere, tra l'altro, la fondazione nel 1223 del primo studentato teologico francescano a Bologna, presso il convento di Santa Maria della Pugliola. Francesco stesso, che pure aveva sperato che la preghiera e la dedizione potessero bastare, si trovò ad approvare l'iniziativa di Antonio:
L'operato di Antonio contribuì, in questo senso, a cambiare il volto del Francescanesimo che in quegli anni si costruiva una regola e un'identità.

Ricevette l'incarico di predicare nell'autunno del 1222 e il territorio affidatogli comprendeva, oltre alla Romagna, l'Emilia, la Marca Trevigiana, la Lombardia e la Liguria. Il territorio assegnatogli era molto vasto ma egli non si scoraggiò. Fonti tardive inseriscono qui la leggenda della predicazione ai pesci. Antonio si trovava probabilmente a Rimini dove era una forte comunità catara. Al disprezzo ricevuto per la sua predicazione egli si rivolse ai pesci che miracolosamente si affollarono verso di lui come per ascoltarlo. Alla fine del 1223 o all'inizio del 1224 Antonio si recò a Bologna già all'epoca città universitaria inferiore solo a Parigi. Qui San Francesco lo incaricò dello studio della teologia. Verso la fine del 1224 quando papa Onorio III chiese a Francesco di Assisi di inviare qualcuno dei suoi come missionario nella Francia meridionale per convertire i catari e gli albigesi, questi inviò Antonio. Questa sua intensa attività di predicatore antieretico, gli valse il famoso appellativo di "martello degli eretici (malleus hereticorum)".

### Predicazione francese contro gli eretici

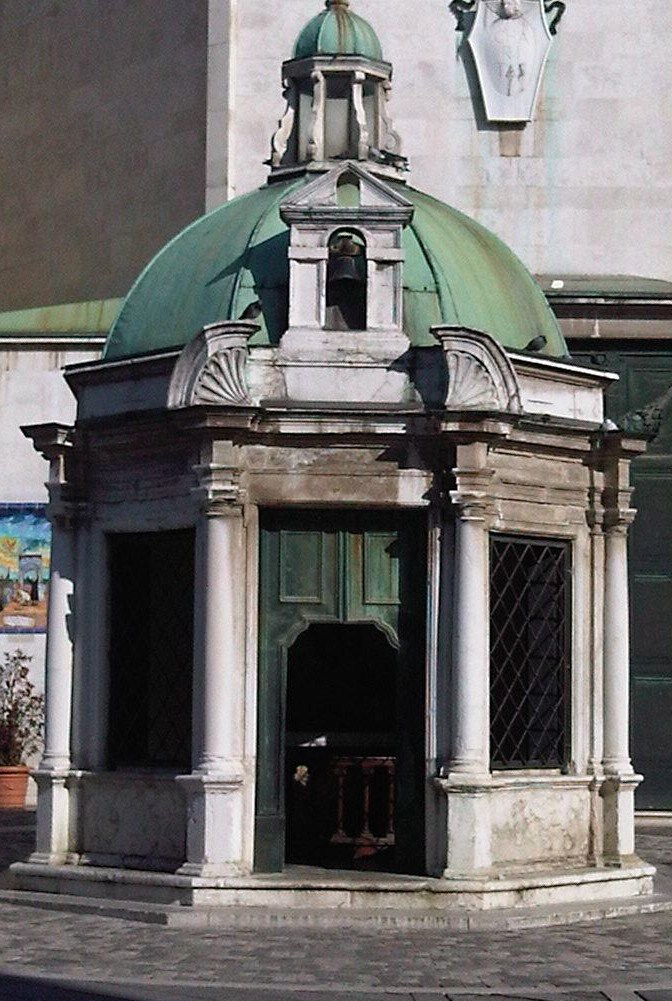
Tempietto del Bramante, edificato a Rimini tra il 1575-1578, dedicato alla memoria del Miracolo eucaristico della mula che la tradizione vuole lì avvenuto per opera di Sant'Antonio.

In terra francese Antonio giunse nel tardo autunno del 1224 e vi rimase un paio d'anni, fino alla morte di Francesco d'Assisi. La Provenza, la Linguadoca, la Guascogna sono le regioni dove maggiormente predicò. Non è conosciuto l'esatto itinerario seguito da Antonio in Francia. Sembra che inizialmente si recasse a Montpellier, città universitaria baluardo dell'ortodossia cattolica, dove la leggenda narra che Antonio ebbe il fenomeno della bilocazione poiché predicò contemporaneamente in due siti distanti della città. Successivamente andò ad Arles, dove partecipò al capitolo provinciale della Provenza; qui narra la leggenda che mentre Antonio predicava ci fu l'apparizione di Francesco d'Assisi benedicente la folla; tale evento particolare creò un alone di soprannaturalità su Antonio. Poco tempo dopo, a Tolosa, affrontò direttamente gli albigesi con la profonda dialettica basata su argomenti chiari e semplici; alcune fonti riportano che fu in questa città che si verificò il miracolo del mulo che, nonostante il digiuno, trascurò la biada per inginocchiarsi di fronte al Santissimo Sacramento. In realtà il miracolo eucaristico della mula si verificò a Rimini nel 1223.

Riguardo alla sua oratoria e al suo approccio umano, un cronista dell'epoca, il francese Giovanni Rigauldt, dice che 
Nel novembre del 1225 Antonio partecipò al Sinodo di Bourges, convocato dal primate d'Aquitania per valutare la situazione della Chiesa francese e per pacificare le regioni meridionali. All'arcivescovo Simone de Sully, che si lamentava degli eretici, Antonio, invitato quel giorno a predicare, disse: «Adesso ho da dire una parola a te, che siedi mitrato in questa cattedrale... L'esempio della vita dev'essere l'arma di persuasione; getta la rete con successo solo chi vive secondo ciò che insegna...».

Domenico Beccafumi, Sant'Antonio e il miracolo della mula, 1537, Museo del Louvre.

Lo stesso arcivescovo, riportano le cronache, chiese ad Antonio che lo confessasse per trovare la forza di mettere in pratica ciò che gli aveva ricordato.
Il Provinciale della Provenza, Giovanni Bonelli da Firenze, lo nominò prima Guardiano del convento di Le Puy-en-Velay e poi Custode, cioè superiore, di un gruppo di conventi attorno a Limoges.
Qui, vicino a Brive-la-Gaillarde, Antonio trovò una grotta che gli ricordava gli anni passati nel romitorio di Montepaolo, e lì «amava ritirarsi, da solo, in una grande austerità di vita, applicandosi alla contemplazione e alla preghiera.»
L'esperienza francese si concluse nell'arco di un biennio: il 3 ottobre 1226, in una cella della Porziuncola morì a 44 anni Francesco d'Assisi. Frate Elia, vicario generale dell'Ordine, fissò per la Pentecoste dell'anno seguente il Capitolo Generale per la nomina del successore, estendendo l'invito anche ad Antonio, superiore dei conventi di Limoges.

### Arrivo a Padova
Le fonti sono incerte sul periodo del viaggio di ritorno di Antonio in Italia dalla Francia; un'antica tradizione riporta che imbarcatosi per mare naufragò nuovamente in Sicilia, dove sono conservate numerose reliquie a lui attribuite. Raggiunse comunque Assisi il 30 maggio 1227, festa di Pentecoste e giorno d'apertura del Capitolo Generale, nel quale si doveva eleggere il successore di Francesco. Molti prevedevano l'elezione di frate Elia, vicario generale di Francesco e suo compagno di missione in Oriente. Le cronache riportano che frate Elia fosse geniale organizzatore ma di temperamento piuttosto focoso. I superiori dell'Ordine gli preferirono il più prudente frate Giovanni Parenti, ex magistrato, nativo di Carmignano e Provinciale della Spagna.
Questi, che aveva accolto Antonio nell'Ordine francescano alcuni anni prima, lo nominò ministro provinciale per l'Italia settentrionale; in pratica, la seconda carica per importanza dopo la sua. Antonio aveva 32 anni. I successivi quattro, gli ultimi della sua vita, saranno i più importanti per la sua eredità spirituale. Nonostante l'incarico comportasse per Antonio la visita degli ormai numerosi conventi dell'Italia settentrionale; Milano, Venezia, Vicenza, Verona, Ferrara (dove avvenne il miracolo dell'infante che proclama l'innocenza della madre); ma anche Trento, Brescia, Cremona e Varese. Fra tutte queste città Antonio scelse però il convento di Padova come sua residenza fissa quando non era in viaggio.
La città aveva circa quindicimila abitanti ed era un grande centro di commerci e industrie. Qui Antonio decise di portare a termine la sua più importante opera scritta I sermoni (Sermones), un'opera dottrinaria di profonda teologia, che lo farà proclamare Dottore della Chiesa. La predicazione però non gli lasciò il tempo di finire quest'opera. Una folla notevole lo seguiva nelle sue prediche tanto che si riempivano le chiese e le piazze, e tanto che a Padova Antonio era divenuto estremamente famoso e ricercato. Tra predicazioni instancabili e lunghe ore dedicate al confessionale spesso Antonio compiva lunghi digiuni.

### Stile di vita
Le cronache e le agiografie riferite a quegli anni riportano come Antonio sapesse far convivere grande rigore e dolcezza d'animo. Riporta la Benignitas: «Resse con lode per più anni il servizio dei frati, e sebbene per eloquenza e dottrina si può dire superasse ogni uomo d'Italia, tuttavia nell'ufficio di prelato si mostrava cortese in modo mirabile e governava i suoi frati con clemenza e benignità.»
Giovanni Rigauldt, suo biografo francese, dirà che nonostante la carica di Guardiano: «non sembrava affatto superiore, ma compagno dei frati; voleva essere considerato uno di loro, anzi inferiore a tutti. Quando era in viaggio, lasciava la precedenza al suo compagno… E pensando che Cristo lavò i piedi ai suoi discepoli, lavava anche lui i piedi ai frati e si adoperava a tenere puliti gli utensili della cucina.»
Antonio stesso nei sermoni scrisse:
In un'altra predicazione scrisse: «Assai più vi piaccia essere amati che temuti. L'amore rende dolci le cose aspre e leggere le cose pesanti; il timore, invece, rende insopportabili anche le cose più lievi.»
A differenza di quanto accadeva in altri contesti religiosi, la Regola francescana imponeva ai Ministri Provinciali di visitare i conventi e i religiosi affidati alle loro cure:
La provincia di Padova allora ricopriva un ampio territorio. Accompagnato dal giovane padovano Luca Belludi, cominciò dall'estremità orientale, da Trieste; di lì sconfinò in Istria e Dalmazia. Nuovi conventi vennero fondati a Pola, Muggia e Parenzo; rientrato in Friuli, passò per Udine, Cividale, Gorizia e Gemona. Da lì proseguì a Conegliano, Treviso, Venezia per poi tornare a Padova, prima di proseguire per i conventi dell'Emilia, della Lombardia e della Liguria.

### Rientro a Padova

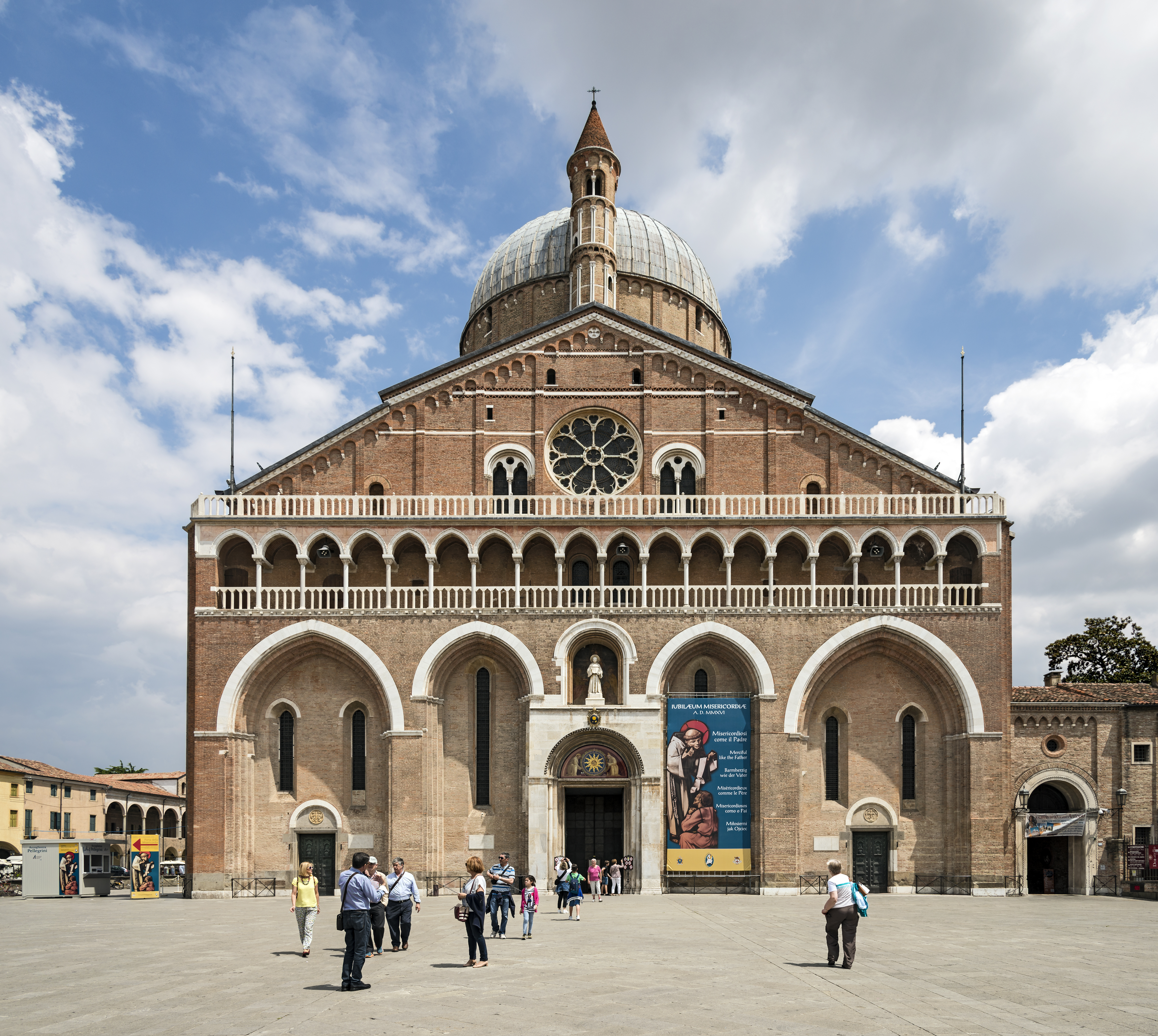
La Basilica di Sant'Antonio di Padova.

Nella quaresima del 1228 Antonio rientrò a Padova dove coltivò legami e relazioni anche con gli esponenti di altri ordini. Divenne amico del superiore dei benedettini, l'abate Giordano Forzatè, e del conte Tiso VI da Camposampiero, facoltoso e generoso verso i francescani. Nel giardino dei conti Papafava e dei Carraresi la tradizione colloca la pietra sulla quale Antonio saliva per predicare. Tra le persone conosciute e più fidate, Antonio fondò una sorta di confraternita, così com'era in uso nel Medioevo. Dal nome della chiesa di Santa Maria della Colomba, dov'erano soliti ritrovarsi, presero il nome di "Colombini": avevano per divisa un saio grigio e si dedicavano ad opere caritative.
Antonio soggiornò a Padova per pochi mesi, ma decise, una volta scaduto il mandato di Ministro Provinciale nel 1230, di tornarvi definitivamente.
Nei Sermoni tracciò il profilo del superiore che deve «eccellere per purezza di vita», avere «larga cognizione delle Sacre Scritture», possedere doti di eloquenza, disciplina e fermezza.

### Antonio e Gregorio IX: Antonio "arca del Testamento"
Durante il suo mandato di Superiore dell'Italia settentrionale, Antonio lasciò la Provincia soltanto in due occasioni, nel 1228 e nel 1230: entrambe le volte – per diversi mesi – le mete furono Roma e Assisi.
A marzo 1228 il Ministro Generale, fra Giovanni Parenti, lo mandò a chiamare «per un'urgente necessità della sua famiglia religiosa»: si era nuovamente infiammata la disputa tra l'ala conservatrice e quella riformatrice dell'Ordine ed era necessario trovare un accordo che salvaguardasse tanto l'unità dell'ordine quanto l'integrità del messaggio di Francesco. Antonio fu scelto anche in virtù del suo passato: s'era battuto per aprire ai frati la via dello studio, ma aveva saputo mantenere viva la povertà francescana. Dava ampie garanzie d'imparzialità ad entrambi gli schieramenti contrapposti di un ordine che si era ingigantito in pochissimi anni e non poteva più trovare conforto nella guida di Francesco.
Vanno inoltre ricordate le difficoltà logistiche legate al governo di decine di migliaia di frati disseminati per tutta l'Europa in un tempo dove la maggior parte dei viaggi veniva intrapresa a piedi, su strade insicure e dove i mezzi di comunicazione erano pressoché inesistenti.
La vertenza gravava attorno a punti diversi: c'era chi spingeva a un maggior impegno negli studi, privilegiando il frate sacerdote a discapito del frate laico; altri volevano mitigare la rigida povertà di Francesco con una regolamentazione più consona a una comunità che da "girovaga" stava trasformandosi in "residenziale". La questione aveva ormai raggiunto posizioni radicali e apertamente polemiche trasformandosi in uno sgradevole: o con Francesco o contro Francesco.
L'Ordine decise che la disputa aveva travalicato la sua stessa autorità e che era giunto il momento di sottoporre la questione al Papa. Antonio venne incaricato in tutta fretta di prepararsi per andare a Roma e sottoporre al papa Gregorio IX i termini della questione.

#### Primo viaggio a Roma

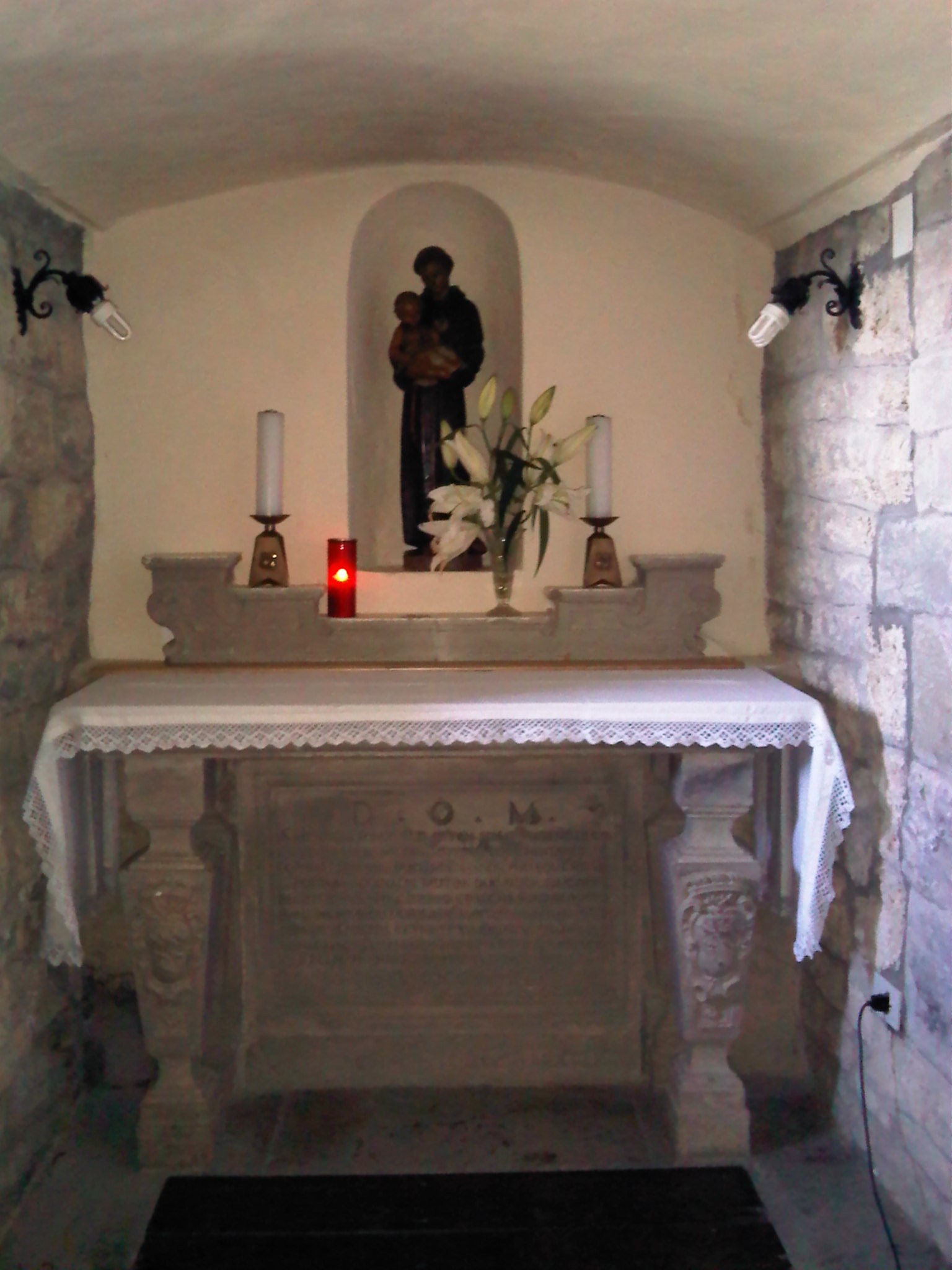
Cappella di Sant'Antonio di Padova nel Santuario della Verna nel luogo dove il Santo dimorò per qualche mese nel 1230.

Le cronache non riportano i particolari di come Antonio portò a termine questo suo incarico, tuttavia pare che al papa Gregorio IX il giovane frate piacque molto e, anziché congedarlo, lo trattenne con sé perché predicasse a lui e ai cardinali le meditazioni quaresimali. Quelle prediche furono un tale successo che l'ottuagenario Pontefice, rompendo ogni protocollo, lo chiamò «arca del Testamento», «peritissimo esegeta», «esimio teologo». Quattro anni più tardi, canonizzandolo, ricorderà quei giorni di quaresima: «personalmente sperimentammo la santità e l'ammirevole vita di lui, quando ebbe a dimorare con grande lode presso di noi.» L'impressione fu molto forte anche tra i cardinali e i prelati della curia, i quali – scrive ancora l'Assidua – «l'ascoltarono con devozione ardentissima» e qualcuno di loro lo invitò a predicare al popolo.
Erano i giorni della Settimana santa e a Roma confluivano pellegrini da ogni parte. Antonio, sebbene conoscesse alcune di quelle lingue, iniziò a predicare nella volgata del popolo di Roma.
Da lì a pochi mesi Antonio ebbe modo di incontrarsi nuovamente con il Pontefice, che giunse in Assisi per canonizzare Francesco, dichiararlo santo e benedire la prima pietra della Basilica dove avrebbe riposato il suo corpo.

#### Secondo viaggio a Roma

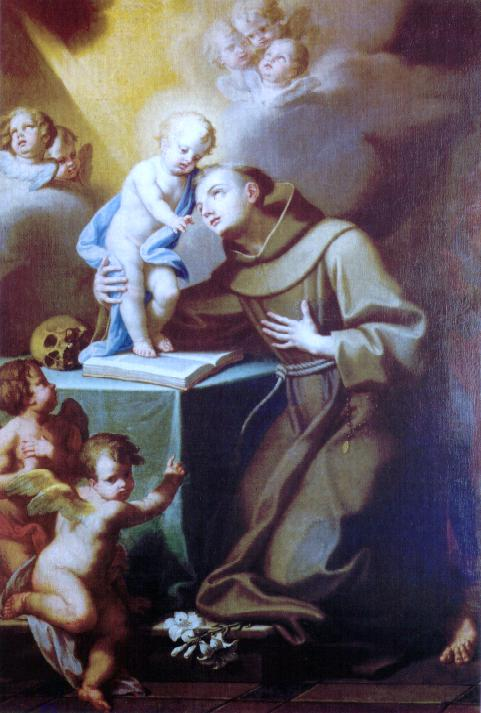
Visione di Sant'Antonio da Padova di Gaetano Lapis.

La basilica di cui Gregorio IX aveva benedetto la prima pietra venne completata in due anni. L'ordine scelse la Pentecoste per fissare il Capitolo Generale e per traslare il corpo di Francesco dalla chiesa di San Giorgio alla cripta del nuovo edificio. La basilica venne inaugurata il 25 giugno 1230. Ancora una volta i frati erano accorsi a migliaia da ogni parte d'Europa, e con loro sfilarono in processione autorità di ogni grado, prelati, vescovi e i tre Cardinali Legati inviati per l'occasione da papa Gregorio IX. La folla fu tale che travolse il servizio d'ordine e si temette per le spoglie di Francesco, tanto che frate Elia si vide costretto a sbarrare le porte e «mettere in salvo» il corpo sotto lastre di marmo. Lì rimase, nonostante le critiche di cui Elia fu fatto oggetto per la decisione, sino al 1818, quando papa Pio VII ne autorizzò la rimozione.
La folla non gradì affatto la piega che gli avvenimenti avevano preso e la situazione degenerò tristemente in una rissa collettiva, con grande scandalo e maggiori proteste, che misero in imbarazzo l'Ordine Francescano giungendo sino alle orecchie del Papa.
Se nel periodo di costruzione della Basilica la disputa interna all'Ordine si era sopita, con l'apertura del nuovo Capitolo essa però si riacutizzò. Il testamento di Francesco infatti ribadiva la necessità della povertà assoluta e una parte dei Francescani voleva inserirlo come parte integrante della Regola dell'Ordine. Nell'impossibilità di dirimere la questione, si decise di nominare una commissione di sette frati per riportare a papa Gregorio IX la questione. Antonio, chiamato a farne parte, dovette partire nuovamente per Roma. Gregorio IX prese la sua decisione da lì a pochi mesi, promulgando il 28 settembre la bolla Quo elongati.
Tornato ad Assisi, Antonio accusò diversi disturbi: chiese e ottenne d'essere sollevato dall'incarico di ministro provinciale. Si ritirò a Padova, dove gli succedette come superiore provinciale il pisano fra Alberto.

### Ritorno alle origini: la predicazione
Terminò la stesura del secondo volume dei Sermoni che gli era stato commissionato dal cardinale Rinaldo Conti che diverrà Alessandro IV. Privilegiò poi la predicazione e il confessionale; in questo senso la quaresima del 1231 fu il suo testamento spirituale.
Antonio predicò in favore dei poveri e delle vittime dell'usura:
Il linguaggio della sua predicazione, che in buona parte ci è stata tramandata, era semplice e diretto: «La natura ci genera poveri, nudi si viene al mondo, nudi si muore. È stata la malizia che ha creato i ricchi, e chi brama diventare ricco inciampa nella trappola tesa dal demonio.»
Sant'Antonio è l'autore di una forma esorcistica breve che porta il suo nome. Papa Sisto V fece incidere il testo della preghiera sulla base dell'obelisco innalzato al centro di piazza San Pietro a Roma.

### Testamento di Antonio: quaresima del 1231
Durante la Quaresima, dal 6 febbraio al 23 marzo 1231, la sua predicazione fu una novità per quei tempi; secondo l'Assidua gli venne assegnato un gruppo di guardie del corpo, che formassero un cordone di sicurezza tra lui e la folla.
Il 15 marzo 1231 fu modificata la legge sui debiti: «su istanza del venerabile fratello il beato Antonio, confessore dell'ordine dei frati minori» il podestà di Padova Stefano Badoer stabilì che il debitore insolvente senza colpa, una volta ceduti in contropartita i propri beni, non venisse più imprigionato né esiliato.

### Morte
La Quaresima e la predicazione avevano fiaccato Antonio, che in diverse occasioni aveva dovuto farsi portare a braccia sul pulpito. Afflitto dall'idropisia e dall'asma, forse sintomi di cardiopatia, trovava a volte difficile anche il solo camminare. Acconsentì a ritirarsi per una convalescenza nel convento di Santa Maria Mater Domini. Questo suo breve riposo, tuttavia, si interruppe bruscamente. Spadroneggiava in quel tempo, tra Verona e Vicenza, Ezzelino III da Romano, emissario dell'imperatore Federico II contro i liberi Comuni. Riuscito a farsi eleggere Podestà di Verona, città guidata dai conti di Sambonifacio, aveva intrecciato con loro un doppio matrimonio: lui con Zilia, sorella del conte Rizzardo, e questi con sua sorella Cunizza. Una volta ottenuto il potere, passò sopra i legami di parentela e ruppe l'alleanza con i Sambonifacio, mandando in carcere il cognato. Alcuni cavalieri del conte Rizzardo ripararono a Padova e da lì cercarono di organizzarne la liberazione. Verso la fine di maggio Antonio partì alla volta di Verona per chiedere a Ezzelino di concedere la grazia al conte Rizzardo, ma non riuscì a ottenere nulla. Ezzelino fu veramente irremovibile, e anzi risparmiò ad Antonio la stessa sorte del conte Rizzardo soltanto per rispetto dell'abito che portava.
Nel giugno 1231, pochi giorni prima della sua morte, Antonio soggiornò a Camposampiero, invitato dal conte Tiso per un periodo di meditazione e riposo nel piccolo romitorio nei pressi del castello (sul luogo sorge oggi il santuario della Visione). La tradizione narra che qui si ebbe la famosa predica del Noce e sempre qui si ebbe la visione di Antonio con in braccio il Bambino Gesù, nella celletta dove si ritirava per la preghiera e il riposo.
Venerdì 13 giugno 1231 si sentì mancare e, avendo compreso che non gli restava molto da vivere, chiese di essere riportato a Padova dove desiderava morire. Fu trasportato verso Padova su un carro agricolo trainato da buoi (i venti chilometri della strada romana oggi sono chiamati "via del Santo"). In vista delle mura la comitiva incontrò frate Vinotto che, viste le sue gravi condizioni, consigliò di fermarsi all'Arcella, nell'ospizio accanto al monastero delle Clarisse dove sarebbe stato al sicuro dalle "sante intemperanze" della folla quando si fosse sparsa la notizia della morte. I confratelli temevano che la folla si precipitasse sul carro per toccare il corpo del Santo.
Al monastero dell'Arcella i confratelli adagiarono Antonio per terra. Ricevuta l'unzione degli infermi, ascoltò i confratelli cantare l'inno mariano da lui prediletto,"O gloriosa Domina"; quindi, pronunciate, secondo quanto riferito dall'Assidua, le parole Video Dominum meum (Vedo il mio Signore), morì. Aveva 35 anni.

### Disputa per la sepoltura
La notizia della morte di Antonio si diffuse rapidamente e quel che temeva padre Vinotto s'avverò. Le reliquie di un Santo erano viste come portatrici, oltre che di vantaggi spirituali e miracoli, di prosperità sicura in tempi di pellegrinaggi e di fede diffusa. Gli abitanti di Capodiponte, nella cui giurisdizione si trovava Arcella, arrivarono per primi: «Qui è morto e qui resta»; spalleggiati dalle clarisse: «Non lo abbiamo potuto vedere da vivo, che ci resti almeno da morto». L'indomani giunsero all'Arcella i frati di Santa Maria Mater Domini per traslare la salma, ma furono affrontati, armi in pugno, dagli uomini più giovani di Capodiponte. Ogni forma di dialogo pacato risultò inutile, sicché i frati rientrarono a Padova dove si rivolsero al vescovo. Questi, saputo che Antonio aveva espresso precisa volontà di morire in città, nel suo convento, diede loro ragione e incaricò il podestà di sedare gli animi, anche con la forza, se necessario. L'uso della forza non si rese necessario e il 17 giugno, all'Arcella, si svolse la cerimonia funebre. La sera dello stesso giorno, la salma del santo fu trasportata al convento di Santa Maria Mater Domini a Padova.

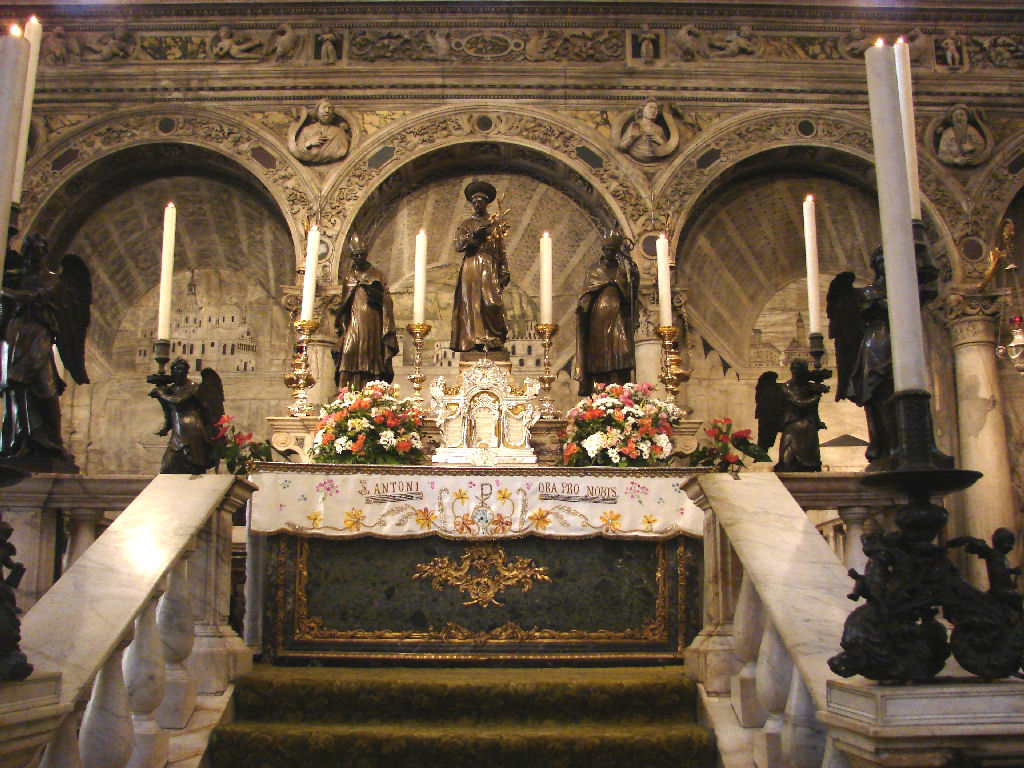
Arca del Santo.

### Ricostruzione facciale forense

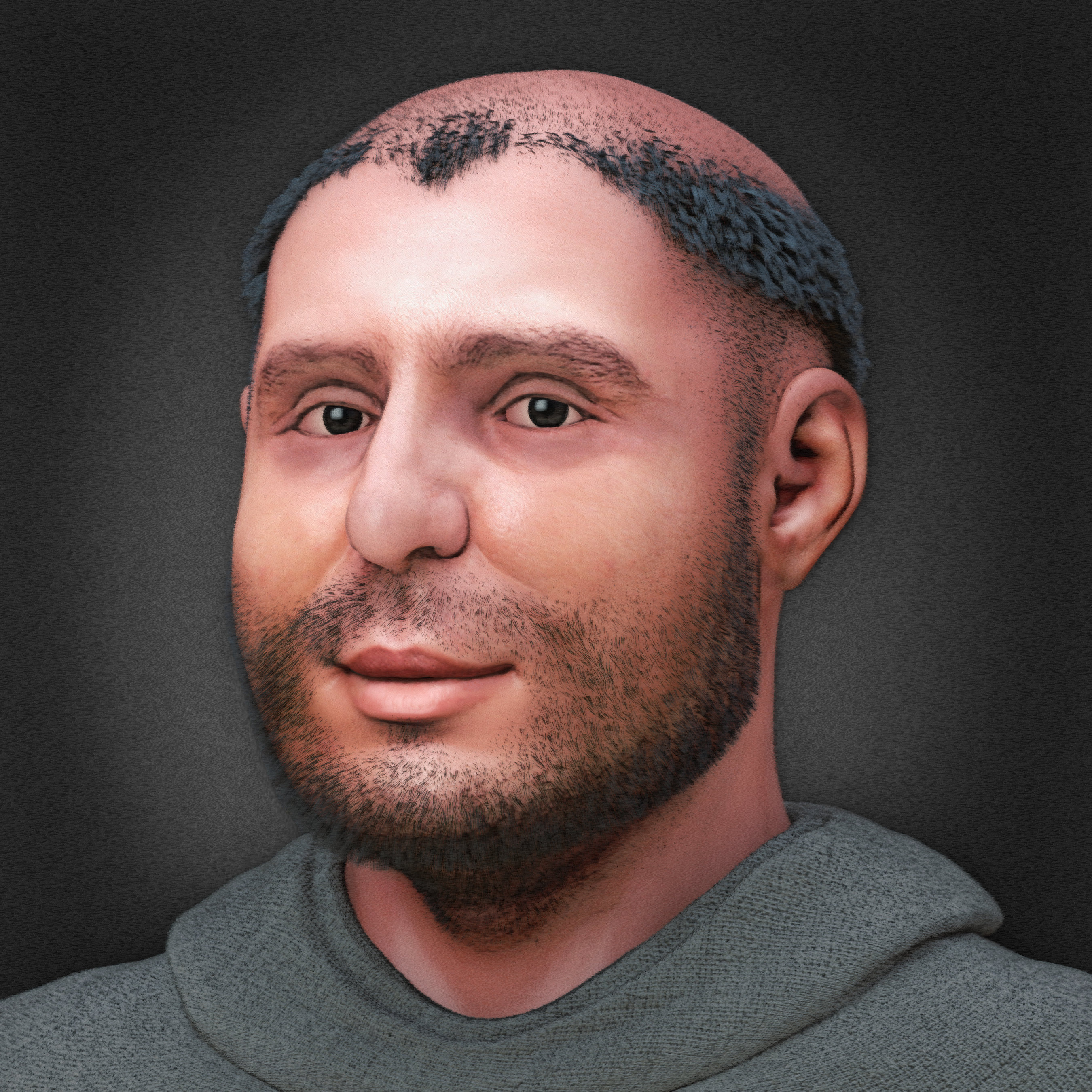
Ricostruzione facciale del santo a partire dal suo cranio preservato eseguita da Cícero Moraes

Nell'anno 2014 un team composto dal Museo di Antropologia dell'Università di Padova, dal Gruppo di ricerca Arc-Team, dal Centro Studi Antoniani e dal designer 3D Cícero Moraes, ha realizzato una ricostruzione facciale forense del santo. Il volto è stato rivelato il 10 giugno 2014.

## Culto

### Canonizzazione
La Chiesa, nella persona del papa Gregorio IX, in considerazione della mole di miracoli attribuitagli, lo canonizzò dopo solo un anno dalla morte. Pio XII, che nel 1946 ha innalzato sant'Antonio tra i Dottori della Chiesa cattolica, gli ha conferito il titolo di Doctor Evangelicus, in quanto nei suoi scritti e nelle prediche che ci sono giunte era solito sostenere le sue affermazioni con citazioni del Vangelo.
Gli fu dedicata la grande Basilica di Padova; sia la basilica che sant'Antonio vengono comunemente chiamati in città "il Santo". La sua data di nascita ci è stata tramandata dalla tradizione, e la sua festa cade il 13 giugno, giorno della sua morte; a Padova, in occasione della ricorrenza, si svolge un'imponente celebrazione con una grande e sentita processione.

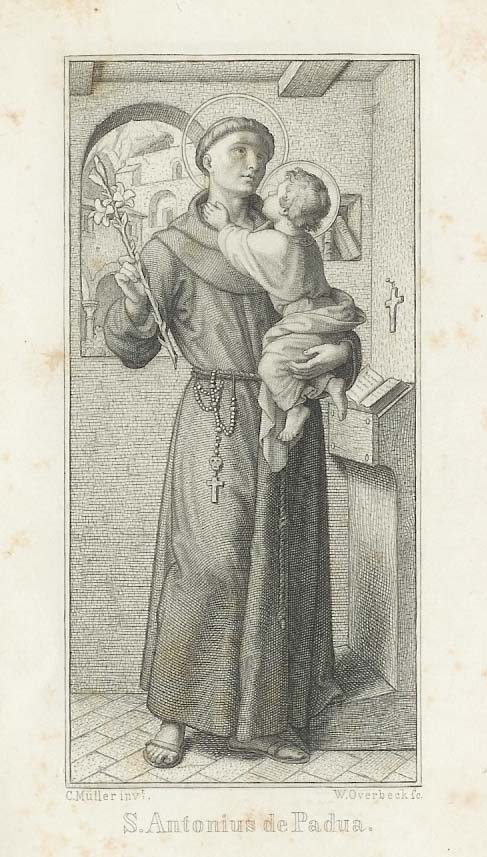
Sant'Antonio da Padova col Bambino in un'immaginetta devozionale.

Fin dal giorno dei funerali, la tomba di Antonio divenne meta di pellegrinaggi che durarono per giorni. Devoti di ogni condizione sociale sfilavano davanti alla sua tomba, toccando il sarcofago e chiedendo miracoli, grazie e guarigioni. A causa della folla, le autorità decisero di disciplinare il flusso e tutta Padova — si legge nell'Assidua — «nei giorni prefissati veniva in processione a piedi nudi», anche di notte.
In quel periodo furono attribuiti alla sua intercessione molti miracoli e, «a furor di popolo», il vescovo e il podestà li sottoposero al giudizio del papa.
Papa Gregorio IX, che conosceva Antonio, avendo assistito alle sue prediche, trovandosi a Rieti, accolse per ben due volte gli ambasciatori padovani e nominò una commissione di periti, presieduta dal vescovo di Padova, per raccogliere le testimonianze e le prove documentarie utili al processo di canonizzazione.
Secondo l'Assidua la commissione fu sommersa a Padova «da una gran folla, accorsa per deporre con le prove della verità, di essere stata liberata da svariate sciagure grazie ai meriti gloriosi del beato Antonio». Il vescovo ascoltò «le deposizioni confermate con giuramento», mise per iscritto i «miracoli» approvati e promosse le indagini necessarie. Completato l'esame diocesano, inviò al papa una terza delegazione. A Roma l'istruttoria fu assegnata al cardinale Giovanni d'Abbeville, allora titolare della sede di Sabina, che in pochi mesi esaurì il compito assegnatogli.
Fu Gregorio IX stesso che pose fine al processo quando tagliò ogni ritrosia rimasta, fissando al 30 maggio, festa di Pentecoste, nella Cattedrale di Rieti, la cerimonia ufficiale di canonizzazione e che inviò per questo una Bolla ai fedeli e al podestà di Padova. Tuttavia, la cerimonia si svolgerà, poi, nel Duomo di Spoleto, città dove si era trasferito il Pontefice: Gregorio IX ascoltò la lettura dei cinquantatré miracoli approvati e, dopo il canto del Te Deum, proclamò solennemente e ufficialmente santo frate Antonio, fissandone la festa liturgica nel giorno anniversario della sua nascita in cielo, il 13 giugno. I fedeli poterono festeggiare Antonio come santo esattamente un anno dopo la sua morte. Completato dopo soli 352 giorni, il suo processo di canonizzazione è da sempre considerato il più veloce della storia della Chiesa Cattolica (più veloce di soli due giorni rispetto a quello di Pietro da Verona, avvenuto dopo soli 354 giorni dalla morte).
Per l'afflusso di pellegrini che affluiva a Padova sulla tomba, si iniziò la costruzione di una chiesa più capiente che fu terminata nel 1240. Nel 1263 il Ministro Generale dei francescani, Bonaventura da Bagnoregio, fece traslare la salma di Antonio di Padova nella nuova basilica. Durante l'ispezione prima del trasporto dei resti mortali, avvenuta trentadue anni dopo la morte del santo, la lingua fu trovata intatta, "flessibile, viva e rosseggiante, come di chi non fosse morto". Tale reliquia, a distanza di secoli, è tuttora visibile, incorrotta, all'interno del reliquiario custodito nella Cappella del Tesoro, realizzato nel 1436 dall'orafo Giuliano da Firenze.
Il 15 febbraio di ogni anno, ancora oggi, i frati antoniani di Padova ricordano quel ritrovamento, mentre la celebrazione viene spostata alla domenica più vicina.
Sono milioni le persone che annualmente visitano la sua tomba nella Basilica di Padova, e la maggior parte porta nell'animo una profonda venerazione per il grande frate francescano.

### Denominazione
Sebbene il Santo venga comunemente chiamato "Sant'Antonio da Padova", questa denominazione non indica la sua originaria provenienza poiché egli era nato e cresciuto in Portogallo. Il suo nome viene affiancato alla città di Padova perché qui ha avuto luogo la sua attività più significativa. Tra l'altro è usanza che i frati prendano il nome di provenienza dal convento a cui appartengono, quindi in questo senso è corretto riferirsi a Sant'Antonio di Padova (nel senso di appartenenza) ma non da Padova.
Soltanto in Portogallo egli è chiamato comunemente Santo António de Lisboa, ovvero "Sant'Antonio da Lisbona", sua città natale.

### Reliquie
La reliquia più importante è evidentemente custodita a Padova nella Cappella dell'Arca nella Basilica del Santo: all'interno dell'altare si trova la quasi totalità dei resti mortali di sant'Antonio. Qui infatti sostano quotidianamente in preghiera numerosi pellegrini e devoti, posando la mano o il capo sulla lastra di marmo verde, nell'ormai classico "gesto del pellegrino".
Alcune reliquie, data la straordinarietà della loro conservazione, sono state isolate e oggi sono esposte alla venerazione dei fedeli nella Cappella delle Reliquie della basilica padovana. Si tratta, in particolare della lingua, ritrovata incorrotta da san Bonaventura nella prima ricognizione del 1263, e delle corde vocali, individuate ancora incorrotte nella cassa del 1263 durante la ricognizione del 1982 dai medici dell'Università di Padova. Questi resti, particolarmente e inspiegabilmente ben conservati, sono custoditi in preziosi reliquiari.
Accanto ad essi, sempre nella Cappella delle Reliquie si possono trovare anche il mento e il dito indice destro (il dito del predicatore) del Santo. Queste ultime reliquie ossee vengono portate in processione ogni anno nell'ambito della festa del 13 giugno. Il reliquiario, a forma di busto, contenente il mento fu oggetto di un clamoroso furto il 10 ottobre 1991; venne ritrovato a Fiumicino poco più di due mesi dopo. 

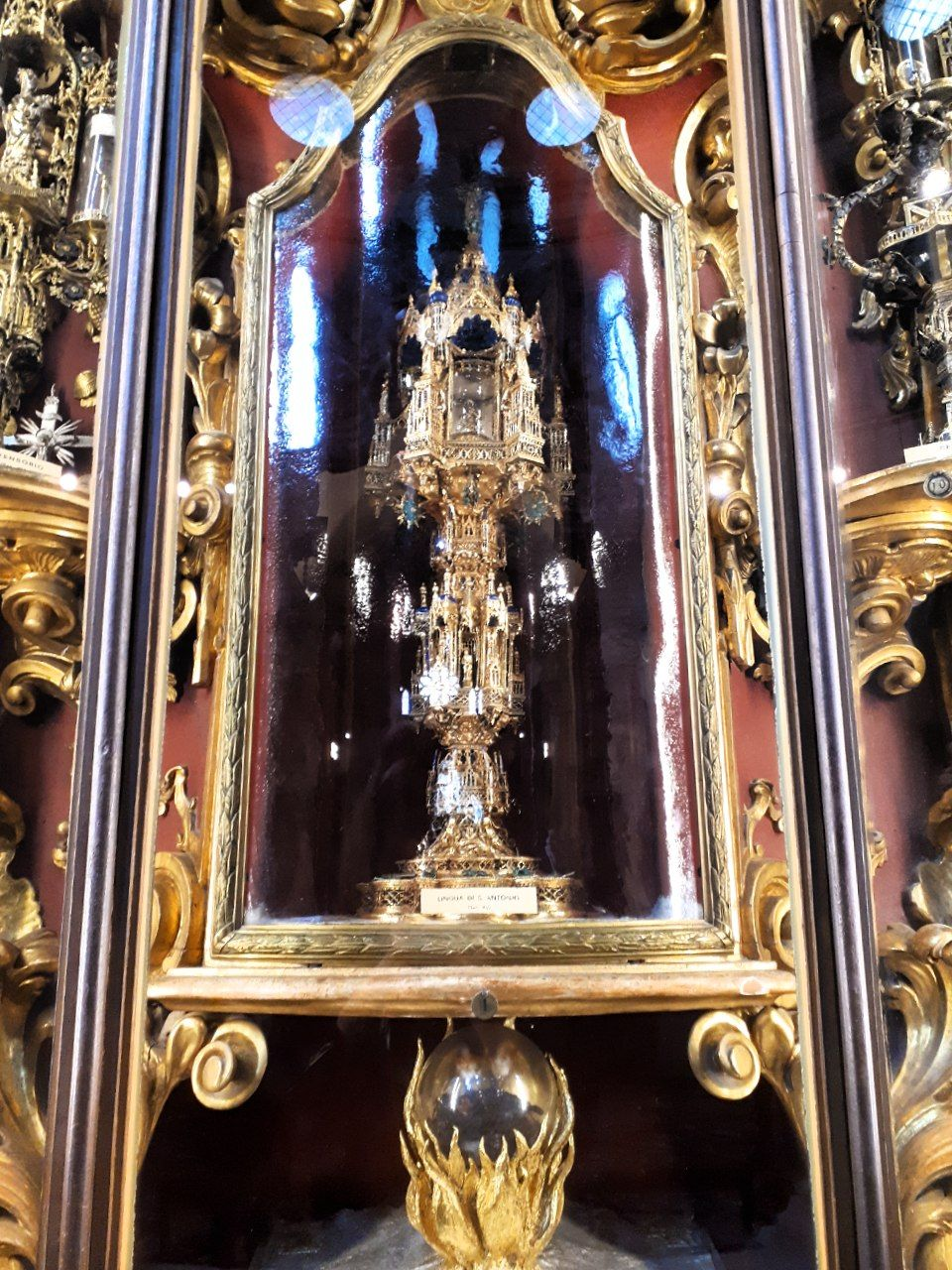
La lingua di Sant'Antonio, conservata nella Basilica di Sant'Antonio di Padova

Negli antichi armadi della cappella sono esposte anche altre reliquie e oggetti cultuali di pregio donati al Santo e alla Basilica nel corso dei secoli.
Molto significativo è infine il "pellegrinaggio delle Reliquie" del santo, che i frati della basilica di Padova si impegnano a svolgere in Italia e in molti paesi del mondo, per consentire ai numerosissimi devoti e figli spirituali di sant'Antonio di poterlo incontrare con maggiore intensità anche nell'impossibilità di recarsi a Padova per venerare il suo corpo e la lingua incorrotta. In queste "missioni antoniane" generalmente un frate della basilica accompagna una consistente reliquia, tratta dalla cosiddetta massa corporis e custodita in un artistico busto-reliquiario di legno dorato, che rappresenta il santo portoghese.

### Sant'Antonio di Padova patrono
Sant'Antonio di Padova è festeggiato dalla Chiesa Cattolica il 13 giugno; è patrono del Portogallo, del Brasile e della Custodia di Terra Santa.

### Canti in onore di Sant'Antonio
- Si Quaeris – un responsorio antico per invocare il Santo, scritto dal suo confratello Giuliano da Spira per il primo officio ritmico in onore di sant'Antonio, e recitato per ritrovare oggetti perduti (poiché Antonio, come sant'Onofrio il Peloso e san Gaziano di Tours, è ritenuto protettore di chi cerca cose smarrite).

### Cammino di Sant'Antonio
Dagli anni '90 i frati minori conventuali di Padova e Camposampiero hanno riproposto il cammino che da secoli è percorso da pellegrini per percorrere il tragitto che frate Antonio morente chiese di fare per recarsi al suo convento di Padova. A questa prima storica tappa, che collega i tre più importanti santuari antoniani, ve ne sono state aggiunte altre che collegano dei luoghi antoniani di rilievo, sino a giungere dopo 430 km al santuario della Verna in Toscana.

## Scritti
- In merito ai suoi scritti ricordiamo i celebri Sermoni

## Filmografia
- Antonio di Padova, il santo dei miracoli, regia di Giulio Antamoro, film muto (Italia, 1931)
- Antonio di Padova, regia di Pietro Francisci, con Aldo Fiorelli e Aldo Fabrizi (Italia, 1949)
- Sant'Antonio di Padova, regia di Umberto Marino, con Daniele Liotti, Enrico Brignano, Vittoria Puccini e Glauco Onorato (Italia, 2002)
- Antonio, guerriero di Dio (Anthony Warrior of God) di Antonello Belluco con Jordi Mollà, Paolo De Vita, Arnoldo Foà, Mattia Sbragia, (USA, 2006), 01 Distribution/Amazon